# استفراغ‌هراسی
استفراغ‌هراسی (به انگلیسی: Emetophobia) یک نوع هراس است که باعث اضطراب شدید نسبت به استفراغ می‌شود. این فوبیای خاص می‌تواند در برگیرنده موارد دیگری از جمله ترس از استفراغ یا دیدن استفراغ دیگران باشد. کم وزنی یا سوء تغذیه افراد استفراغ هراس (امتوفوبیک) به دلیل رژیم‌های غذایی سخت و محدودیت‌هایی که برای خود ایجاد می‌کنند، رایج است. تصور اینکه ممکن است فردی استفراغ کند می‌تواند باعث شود که فرد فوبیک برای فرار از محرک‌های اضطراب خود دست به رفتارهای افراطی بزند، مثلاً برای اجتناب از موقعیت‌های بالقوه‌ای که حتی می‌تواند به عنوان «تهدیدکننده» تلقی شود، تلاش زیاد و خارج از اصول انجام دهد.
امتوفوبیا از نظر بالینی یک «مخمص گریزان» در نظر گرفته می‌شود زیرا تحقیقات محدودی در مورد آن انجام شده‌است. ترس از استفراغ در مقایسه با سایر ترس‌های غیر منطقی دیگر کمتر مورد توجه قرار می‌گیرد.
استفراغ ممکن است هر فردی را که این فوبیای عجیب و غریب را دارد از محل فراری کند. برخی ممکن است از استفراغ دیگران و برخی دیگر ممکن است از استفراغ خود بترسند. همچنین ممکن است برخی هر دو فوبیا را داشته باشند. ممکن است برخی چنان اضطراب داشته باشند که باعث شود احساس تهوع کنند در حالی که ممکن است اصولاً مشکلی نباشند. افراد مبتلا به امتوفوبیا معمولاً اضطراب دارند. آنها ممکن است فریاد بزنند، گریه کنند، یا در موارد شدید، مثلاً مواجه با استفراغ، بیهوش می‌شوند.

## ارائه

### عوارض
آمتوفوبیک‌ها همچنین ممکن است اختلالات و فوبیاهای پیچیده دیگری مانند اضطراب اجتماعی، ترس از پرواز و آگورافوبیا داشته باشند. این سه مورد بسیار رایج هستند، زیرا افرادی که از استفراغ می‌ترسند اغلب از انجام این کار یا مواجهه با آن در یک مکان عمومی وحشت دارند؛ بنابراین، آنها ممکن است فعالیت‌های اجتماعی خود را محدود کنند تا از آن دوری کنند مثلاً از مصرف الکل یا صرف غذا در رستوران‌ها اجتناب می‌کنند. آمتوفوبیک‌ها همچنین ممکن است قرار گرفتن در معرض کودکان را به دلیل ترس از میکروب محدود کنند. زنان مبتلا به این اختلال به دلیل ترس از تهوع حاملگی، بارداری را به تعویق می‌اندازند یا به‌طور کلی از آن اجتناب می‌کنند. افرادی که ترس از استفراغ دارند ممکن است به دلیل نگرانی در مورد بیماری حرکت یا دیگران که آن را در اطرافشان تجربه می‌کنند از سفر اجتناب کنند. آنها همچنین ممکن است به همین دلیل از ترن هوایی بترسند.
یافته‌های دکتر لیپسیتز و همکاران همچنین نشان داد که افراد مبتلا به امتوفوبیا اغلب در داشتن یک زندگی عادی با مشکل مواجه هستند. بسیاری متوجه می‌شوند که برای تنهایی با کودکان خردسال مشکل دارند و همچنین ممکن است از اجتماعی که در آن الکل مصرف می‌شود اجتناب کنند. حفظ شغل برای مبتلایان به امتوفوبیک دشوار است. سفر برای برخی تقریباً غیرممکن می‌شود.
در نظرسنجی لیپسیتز و همکاران، زنان مبتلا به امتوفوبیا گفتند که به دلیل تهوع صبحگاهی مرتبط با سه‌ماهه اول، یا بارداری را به تعویق انداختند یا به‌طور کلی از بارداری اجتناب کردند، و اگر باردار می‌شدند، بارداری دشواری داشته‌اند.
سایر مهارهای زندگی روزمره را می‌توان در تهیه غذا مشاهده کرد. بسیاری از افراد متوفوبیک نیز برای غذایی که می‌خورند و نحوه تهیه آن «آیین» خاصی دارند. آنها مکرراً تازگی و تمیزی خوراک را با چندین بار شستن آن بررسی می‌کنند تا از ابتلا به بیماری‌های احتمالی ناشی از غذاهایی که به درستی تهیه نمی‌شوند جلوگیری کنند. در صورت امکان از غذا خوردن در خارج از منزل نیز اجتناب می‌کنند و وقتی از نظرسنجی لیپسیتز و همکاران پرسیده شد، بسیاری احساس کردند که به دلیل رژیم‌های سختی که برای خود می‌گذارند، کمبود وزن دارند. علاوه بر این، بسیاری از محدودیتها به دلیل خاطرات منفی که ممکن است در رابطه با استفراغ داشته باشند، از خوردن برخی غذاها اجتناب می‌کنند و اغلب به دلیل اینکه احساس می‌کنند اکثریت قریب به اتفاق غذاها «ایمن» نیستند، تعداد محدودی از انواع خوراک‌ها را می‌خورند.

#### امتوفوبیا و بی‌اشتهایی
مواردی وجود دارد که بی اشتهایی در نتیجه ترس از استفراغ به جای بی‌اشتهایی عصبی اشتباه گرفته می‌شود. در مطالعه موردی بالینی فرانک ام. داتیلیو، به موقعیتی اشاره شده‌است که بی اشتهایی ناشی از امتوفوبیا است. داتیلیو می‌گوید: در یک گزارش مورد خاص، بی‌اشتهایی غیر معمول در چند دختر نوجوان در نتیجه ترس از استفراغ که به دنبال یک بیماری ویروسی بر خلاف میل خاص به کاهش وزن یا به دلیل یک واکنش اضطرابی رخ داده بود، رخ داد. . با این حال، مشخص نیست که این را باید «بی اشتهایی» نامید. در مواردی از این قبیل، بسیاری از امتوفوب‌ها ممکن است دارای اختلال مصرف غذای اجتنابی/محدود کننده (ARFID) باشند که با بی علاقگی کلی به غذا، مشکلات حسی غذا (طعم، بافت، ظاهر، بو) یا ترس از عواقب نامطلوب مشخص می‌شود. از خوردن (استفراغ یا خفگی).

## علل
یک توافق قوی در جامعه علمی وجود دارد که دلیل خاصی برای امتوفوبیا وجود ندارد. برخی از متوفوبیک‌ها یک تجربه آسیب زا با استفراغ را گزارش می‌دهند که همیشه به دوران کودکی بازمی‌گردد. برخی معتقدند که افراد مبتلا به امتوفوبیا قربانی سوء استفاده جنسی یا فیزیکی در دوران کودکی هستند. اگرچه گاهی اوقات این درست است، اما به نظر می‌رسد که شیوع آن بیشتر از آمار عمومی نباشد (کریستی، ۲۰۰۴). . برخی از کارشناسان معتقدند که امتوفوبیا ممکن است با نگرانی در مورد عدم کنترل مرتبط باشد. بسیاری از افراد سعی می‌کنند خود و محیط خود را به هر طریق ممکن کنترل کنند، اما کنترل استفراغ دشوار یا غیرممکن است که می‌تواند منجر به اضطراب یا در موارد دیگر اضطراب شدید شود.

## درمان‌ها

### ارزیابی
از دو ابزار ارزیابی برای تشخیص آمتوفوبیا استفاده می‌شود: فهرست ویژه ترس از استفراغ و پرسشنامه امتوفوبیا. این پرسشنامه‌ها، خود گزارشی هستند که بر طیف متفاوتی از علائم تمرکز دارند.
تعداد محدودی مطالعه در مورد امتوفوبیا وجود دارد. قربانیان فوبیا معمولاً قبل از استفراغ ترس را تجربه، اما پس از آن احساس ترس کمتری دارند. هنگامی ترس دوباره بر گردد، دوباره استفراغ خواهد کرد.

### داروها
در نظرسنجی اینترنتی emetophobia اطلاعاتی در مورد داروها ذکر شده و از افراد پرسیده شد که آیا مصرف داروهای اضطراب را برای کمک به ترس خود در نظر می‌گیرند، بسیاری از افراد شرکت کننده در این مطالعه پاسخ دادند که از ترس اینکه این داروها باعث ایجاد حالت تهوع در آنها شود، این کار را نمی‌کنند. با این حال، برخی دیگر اظهار داشتند که برخی از داروهای روان‌گردان (مانند بنزودیازپین‌ها و داروهای ضد افسردگی) به فوبیای آنها کمک کرده و عده‌ای دیگر داروهای گوارشی را نیز مفید دانسته‌اند.

### درمان‌های مواجهه
یکی از روش‌های درمان نمایش نوار ویدئویی استفراغ دیگران، هیپنوتیزم، قرار گرفتن در معرض حالت تهوع و قرار گرفتن در معرض نشانه‌های استفراغ، رفتار درمانی سیستمیک، روان پویشی و روان درمانی 6] همچنین اثرات مثبتی در درمان امتوفوبیا بدست آمده‌است. با این حال، این روش‌ها در برخی موارد ممکن است باعث آسیب مجدد شود و در نتیجه فوبیا شدیدتر شود.

## افراد معروف مبتلا به امتوفوبیا
- جیمی بورثویک[۱۸]
- چارلی بروکر[۱۹]
- دنیس ریچاردز[۲۰]
- اشلی بنسون[۲۱]
- کریستینا پازیتسکی[۲۲]
- بلا رمزی[۲۳]